# Landet Runt (tidning)
Landet Runt var en endagarstidning som kom ut från den 2 januari 2010 till den 4 september 2013. Föregångare till tidningen var tidskriften Läsarnas Fria som startade 2009. Politisk tendens för tidningen var politiskt oberoende. Fullständiga titeln på tidningen var inledningsvis Landet Runt till 25 juni 2010 då titeln blev Landet Runt / I väntan på Malmö Fria. 22 februari 2012 blev det istället Landet Runt/ I väntan på Uppsala Fria. Från januari 2013 åter bara Landet Runt. Utgivningsfrekvens var hela tiden en gång i veckan till 2 november 2011 lördagar och sedan onsdagar. Deltitel del 1  var Landet Runt till 25 juni 2010, medan del 2 under samma tid hette I väntan på Malmö Fria.

## Redaktion
Redaktionsort var inledningsvis Malmö till 31 december 2012, sedan tog Uppsala över till 3 april 2013 innan Malmö blev redaktionsort till tidningen bytte namn 2013. Förlaget som gav ut tidningen hette Mediekooperativ Fria tidningar ekonomisk förening  i Stockholm.
| Period                 | Ansvarig utgivare        | Period                 | Redaktör                 |
| 2010-01-02--2010-05-22 | Fernström, Lennart       | 2011-01-08--2012-02-15 | Carlberg, Lena           |
| 2010-05-29--2010-12-31 | Olsson, Petra            | 2012-02-22--2012-06-13 | Strand-Jean, Emanuelle   |
| 2011-01-08--2012-02-15 | Carlberg, Lena           | 2012-06-20--2012-09-05 | Adervall Berglund, Maria |
| 2012-02-22--2012-06-13 | Strand-Jean, Emanuelle   | 2012-09-12--2012-12-31 | Carlberg, Lena           |
| 2012-06-20--2012-09-05 | Adervall Berglund, Maria | 2013-01-16--2013-01-22 | Hansson, Petra           |
| 2012-09-12--2012-12-31 | Carlberg, Lena           | 2013-01-23--2013-01-31 | Maris, Anna              |
| 2013-01-23--2013-05-21 | Petra Hansson            | 2013-02-06--2013-05-21 | Hansson, Petra           |
| 2013-05-22--2013-09-04 | Maris, Anna              | 2013-05-22--2013-09-04 | Maris, Anna              |

## Tryckning
Tidningen trycktes i fyrfärg hela utgivningstiden på formatet tabloid. Sidantalet var 16 sidor utom vissa nummer 2010 som bara hade 12 sidor, Tidningen upplaga var liten 1600 och den trycktes hos V-TAB först i Backa Göteborg till 5 februari 2011, sedan tog V-TAB i Norrtelje över 4 september  2013. Priset för tidningen var 750 kr år 2010, inte en hel årgång. 2011-2012 kostade tidningen bara 533 kronor medan 2013 steg det reducerat 975 kronor normalpris 1299 och solidaritetspris 2583 kr. Tidningen byggde delvis på stöd från läsarna.

## Tidningen byter namn till Landets Fria Tidning i september 2013
Efterföljaren till Landet Runt blev dagstidning Landets Fria Tidning utgiven med utgivningsperioden 2013-09-11--2017-11-29  då den slutgiltigt lades ned.

## Redaktion
Redaktionsort för Landets Fria Tidning var hela tiden Malmö. Landets Fria Tidning var den fullständiga titeln. Tidningen kom ut en dag i veckan onsdagar. Politisk tendens var frihetlig oberoende dvs närstående den frihetligarörelsen och alltså inte politiskt neutral om än oberoende av organisationer. Förlagsnamnet till 30 juni 2016var Mediakooperativ fria tidningar ekonomisk förening, men efter rekonstruktion tog ETC Fria Aktiebolag 2017-07-01. Tidningen lades slutligen ned 29 november 2017 då upplagan inte räckte för fortsatt presstöd. Priset var 642 till 680 kronor under utgivningstiden. Tidningen gavs bara ut i en edition.
| Period                 | Ansvarig utgivare | Period                 | Redaktör       |
| 2013-09-11--2014-12-23 | Maris, Anna       | 2013-09-11--2014-12-23 | Maris, Anna    |
| 2015-01-07--2015-02-11 | Molander, Sara    | 2014-01-07--2015-01-21 | Molander, Sara |
| 2015-02-18--2017-11-29 | Sykes, Abigail    | 2015-01-28--2017-11-29 | Sykes, Abigail |

## Tryckning
Tidningen trycktes i fyrfärg men också med färre färger ibland. Satsytan var tabloid och sidantalet 12-16 sidor. Tryckeriet var hela tiden V-TAB till 24 september 2014 i Norrtelje och sedan i Södertälje till25 oktober 2017 och sistatiden V-TAB i Västerås. Upplagan var 2013 2100 exemplar, 2014 1700 exemplar, 2015 1600 exemplar och 2016 2300 exemplar. Uppgifter om 2017 saknas. Annonsomfattning  i % 2015  6,3,  2016  7,3  och 2017 14,8 .